# Eleccions a governador de Hokkaidō de 1967
Les eleccions a governador de Hokkaidō de 1967 (1967年北海道知事選挙, 1967-nen Hokkaidō Chiji Senkyo) foren unes eleccions per tal de renovar el càrrec de governador de Hokkaidō per un nou mandat de quatre anys i foren celebrades el 15 d'abril de 1967. El triomfador dels comicis fou l'aleshores governador Kingo Machimura, del Partit Liberal Democràtic (PLD), que tornà a ser reelegit.
La participació fou del 78,15 percent dels vots emesos, el que suposa un descens de poc més d'un punt respecte a les anteriors eleccions de 1963. En aquests comicis, el Partit Socialista del Japó (PSJ), va elegir com a candidat a Shōhei Tsukada, fins aleshores vicepresident de l'Assemblea de Hokkaidō. No obstant això, Tsukada no va poder vèncer l'aleshores governador, Kingo Machimura, del PLD i que resultà elegit per tercera vegada. Inicialment, el Partit Comunista del Japó (PCJ) anava a presentar a un candidat a les eleccions, però un pacte d'última hora amb el PSJ va fer que els comunistes retiraren al seu candidat i feren campanya amb i pels socialistes, cosa que va convertir aquestes eleccions en un combat directe entre la dreta (Machimura) i l'esquerra (Tsukada) si no comptem a l'únic independent, que només obtingué un 0,7 percent dels vots.

## Candidats
| Candidat | Candidat        | Edat | Partit                     | Professió |
| -------- | --------------- | ---- | -------------------------- | --------- |
|          | Shōhei Tsukada  | 48   | Partit Socialista del Japó | Polític   |
|          | Kingo Machimura | 66   | Partit Liberal Democràtic  | Polític   |
|          | Gōji Satō       | 61   | Independent                | n/a       |

## Resultats
| Candidat     | Candidat        | Partit                     | Percentatges | Percentatges |
| Candidat     | Candidat        | Partit                     | Vots         | %            |
| ------------ | --------------- | -------------------------- | ------------ | ------------ |
|              | Kingo Machimura | Partit Liberal Democràtic  | 1.424.532    | 61,0         |
|              | Shōhei Tsukada  | Partit Socialista del Japó | 898.555      | 38,5         |
|              | Gōji Satō       | Independent                | 17.440       | 0,7          |
| TOTAL        | TOTAL           |                            | 2.335.527    | n/a          |
| PARTICIPACIÓ | PARTICIPACIÓ    |                            | 2.385.105    | 78,15        |
| CENS         | CENS            |                            | 3.052.025    | 100          |